# 4926 Smoktunovskij
4926 Smoktunovskij је астероид главног астероидног појаса са средњом удаљеношћу од Сунца која износи 2,830 астрономских јединица (АЈ).
Апсолутна магнитуда астероида је 12,7.